# فهرست سفیران عربستان سعودی در ایران
سفیر عربستان سعودی در تهران نماینده رسمی پادشاهی عربستان سعودی در ایران است. روابط دیپلماتیک بین دو کشور با استقرار حکومت آل‌سعود و گسترش حاکمیت این خاندان در شبه‌جزیره عربستان، دولت ایران مشروعیت این حکومت را به رسمیت شناخت و با آن رابطه دیپلماتیک برقرار کرد. مبنای این روابط، «عهدنامه مودت» بود که در دوم شهریور ۱۳۰۸ میان مخبرالسلطنه هدایت نخست‌وزیر ایران با  عبدالله فضل و  محمد عبدالرئوف فرستادگان پادشاه عربستان به تهران امضا شد. در این عهدنامه تأکید شده بود که «بین مملکت شاهنشاهی ایران و مملکت حجاز و نجد و ملحقات آن و بین اتباع دو دولت صلح خلل‌ناپذیر و دوستی صمیمانه دائمی برقرار خواهدبود». حکومت سعودی در این عهدنامه تعهد داد که «نسبت به حجاج ایرانی از هر حیث مثل سایر حجاجی که به بیت‌الله‌الحرام می‌روند معامله و رفتار نموده و اجازه ندهند که نسبت به حجاج ایرانی در ادای مناسک حج و فرائض دینی آن‌ها هیچ‌گونه مشکلاتی ایجاد شود و نیز تعهد می‌نمایند که وسائل امنیت و آسایش و اطمینان آن‌ها را فراهم نمایند». دولت ایران سپس در عربستان سعودی سفارت‌خانه تأسیس کرد و در سال ۱۳۱۴ به محمدعلی مقدم وزیرمختار ایران در آن کشور مأموریت داد برای بازسازی آرامگاه‌های امامان شیعه که چند سال پیش به دست وهابی‌ها تخریب شده بود، مذاکراتی با دولت سعودی بکند. مقدم به تهران گزارش داد که مسئولان سعودی در این زمینه قول مساعد داده‌اند با این حال هیچ اقدام عملی در این زمینه مشاهده نشد.
در تاریخ ۱۹ اسفندماه سال ۱۴۰۱، بیانیه سه‌جانبه‌ای در پکن با امضای دریابان علی شمخانی دبیر شورای عالی امنیت ملی، مساعد بن محمد العیبان وزیر مشاور و عضو شورای وزیران و مشاور امنیت ملی عربستان سعودی و وانگ یی عضو دفتر سیاسی کمیته مرکزی حزب کمونیست و رئیس دفتر کمیسیون مرکزی امور خارجی حزب و عضو شورای دولتی جمهوری خلق چین صادر شد، که به پایانی بر قطع روابط هفت ساله بین دو کشور بود.

## لیست نمایندگان
| آغاز مأموریت    | نام سفیر                          | مشاهدات | پادشاه سعودی                  | شاه یا رئیس‌جمهور ایران | پایان مأموریت  |
| --------------- | --------------------------------- | --- | ----------------------------- | ---------------------- | -------------- |
| ۱۹۲۹            |                                   | عربستان سعودی، طی دوران حکومت پهلوی (۱۹۲۹م. –۱۹۷۹م)، تنها ۳ سفیر در ایران منصوب کرد. از سوی دیگر، ایران در فاصله سال‌های ۱۹۳۰م. تا ۱۹۷۹م. ۱۳ سفیر در عربستان سعودی منصوب کرد. | عبدالعزیز آل سعود             | رضا پهلوی              |                |
| ۱۹۵۵            | السید حمزة غوث                    | عربستان سعودی، حمزه غوث را به عنوان اولین سفیر خود در ایران، و تهران، عبدالحسین صدیق اصفهانی را به عنوان اولین سفیر خود در عربستان سعودی منصوب کردند. در این زمان ملک سعود به تهران سفر می‌کند همراهان او در این سفر، محمد سرور البان وزیر دارایی، حمزه غوث سفیر عربستان در ایران، شاهزاده محمد بن سعود و فرمانده گارد سلطنتی سرلشکر محمد بن سلیمان انت بودند. | سعود بن عبدالعزیز آل سعود     | محمدرضا پهلوی          |                |
| ۱۹۶۸            | یوسف الفوزان                      | یوسف الفوزه یوسف الفوزان، ۱۹۶۸: اداره سازمان‌های بین‌المللی وزارت امور خارجه عربستان سعودی نمایندگان H.E. یوسف الفوزان سفیر عربستان سعودی در ایران. | فیصل بن عبدالعزیز آل سعود     | محمدرضا پهلوی          |                |
| ۱ ژانویه ۱۹۶۹   |                                   | [تفاهم متقابل حاصل شده بین ایران و عربستان سعودی در سال ۱۹۶۸ (رجوع کنید به MER 1968، ص ۱۸۷)، در مورد حفظ نفوذ در منطقه خلیج فارس، اساس روابط آنها در سال‌های ۱۹۶۹ و ۱۹۷۰ باقی ماند.] | فیصل بن عبدالعزیز آل سعود     | محمدرضا پهلوی          | ۱ ژانویه ۱۹۷۰  |
| ۱۹۷۰            | الشیخ محمد عرب هاشم               | | فیصل بن عبدالعزیز آل سعود     | محمدرضا پهلوی          |                |
| ۱۹۷۵            | ابراهیم صالح بکر                  | ابراهیم بکران سفیر اعلیحضرت در تهران | خالد بن عبدالعزیز آل سعود     | سید ابوالحسن بنی‌صدر    | ۱ ژوئن ۱۹۸۰    |
| ۱۹۸۲            | مروان بشیر آل رومی                | | فهد بن عبدالعزیز آل سعود      | علی خامنه‌ای            |                |
| ۱۹۸۷            | مروان بشیر آل رومی                | ۱۹۸۷ ملک فهد حمله ایران به سفارت عربستان در تهران را "بدترین جنایت دیپلماتیک تاریخ" توصیف کرد. وی در محکومیت رفتار ایران خاطرنشان کرد که امتناع ایران از آزادی الغامدی منجر به مرگ وی شد. | فهد بن عبدالعزیز آل سعود      | علی خامنه‌ای            |                |
| ۱ اوت ۱۹۸۷      | مساعد الغامدی                     | ۱۹۸۷ حادثه مکه در تهران، اوباش خشمگین با غارت سفارت عربستان سعودی تلافی کردند. آنها چندین دیپلمات، از جمله یک مقام سعودی را که متعاقباً بر اثر جراحات وارده جان خود را از دست داد، بازداشت و کتک زدند. دو دیپلمات سعودی مستقر در ایران، ایران را به سوء استفاده از پرسنل سفارت در خلال و پس از اخراج سفارت عربستان در تهران در ماه گذشته متهم کردند. مروان بشیر الرومی، کاردار سعودی، و ردا نزهه، سرکنسول، در مصاحبه با روزنامه سعودی در آخر هفته گفتند که پرسنل سعودی و وابستگان آنها در حمله به سفارت در ۱ اوت ۱۹۸۷ مورد ضرب و شتم قرار گرفتند. این حمله پس از شورش‌های روز قبل در شهر مقدس مکه عربستان سعودی صورت گرفت، جایی که ایران پلیس سعودی را به کشتن حدود ۲۷۵ زائر ایرانی متهم کرد. علاوه بر این، مقامات وزارت خارجه آمریکا گفتند که دولت عربستان سعودی از کشته شدن ۸۵ پرسنل امنیتی سعودی و ۴۲ زائر از ملیت‌های دیگر خبر داده‌است. نزهه گفت که سپاه پاسداران ایران به او حمله کردند و عینک او شکستند و به چشم آسیب شدیدی وارد کردند که بعداً نیاز به عمل داشت. رومی ایران را به سهل انگاری در مراقبت‌های پزشکی مسعید الغامدی، وابسته سیاسی سعودی که در حمله سفارت مجروح شده بود، متهم کرد که در مرگ او نقش داشته‌است. او گفت که عربستان سعودی پیشنهاد تخلیه غمدی با هواپیمای پزشکی مجهز به اتاق عمل را داده بود اما دولت ایران نپذیرفت. رومی و نزهه هفته گذشته به عربستان سعودی بازگشتند و نسبت به ۹ نماینده سعودی که به سفارت تهران بازگشته اند و به فعالیت‌های دیپلماتیک خود ادامه می‌دهند، ابراز نگرانی کردند. | فهد بن عبدالعزیز آل سعود      | علی خامنه‌ای            |                |
| ۱۷ اوت ۱۹۸۷     | مروان بشیر آل رومی                | مروان بشیر الرومی، کاردار سعودی در تهران، به عرب نیوز و الشرق الاوسط گفت: وزارت امور خارجه ایران موافقت کرده‌است که ساختمان سفارت را پس از تخلیه توسط ایرانی‌ها به دیپلمات‌های سعودی بازگرداند. | فهد بن عبدالعزیز آل سعود      | علی خامنه‌ای            |                |
| ۱ آوریل ۱۹۸۸    | قطع العلاقات الدبلوماسیة          | عربستان سعودی مهم‌ترین حادثه در روابط دوجانبه که منجر به قطع روابط دیپلماتیک در آوریل ۱۹۸۸ شد، مراسم حج سال ۱۹۸۷ بود. سفارت عربستان سعودی در تهران از مرداد ۱۳۶۶ که دانشجویان آن را غارت کردند بسته بود. در مارس ۱۹۸۸، دولت عربستان سعودی قصد خود را برای محدود کردن موقت تعداد زائران مکه از خارج از کشور در طول موسم حج، که قرار بود از اواسط ژوئیه آغاز شود، اعلام کرد. سهمیه‌های ملی بر اساس ۱۰۰۰ زائر برای هر شهروند اختصاص می‌یابد. این فرمول به ایران سهمیه ۴۵۰۰۰ داد. رهبر معظم مذهبی ایران، روح‌الله خمینی، اصرار داشت که ۱۵۰۰۰۰ ایرانی، به همان تعداد سال ۱۹۸۷، به حج بپردازند و او مانع از برگزاری تظاهرات سیاسی در مکه نخواهد شد. در این صورت، ایران تصمیم گرفت زائران را به حج اعزام نکند. عربستان سعودی در آوریل ۱۹۸۸ روابط دیپلماتیک خود را با ایران انجام داد. | فهد بن عبدالعزیز آل سعود      | علی خامنه‌ای            |                |
| ۱۹۹۶            | عبداللطیف عبدالله ابراهیم المامنی | عبداللطیف المیمانی، در این دیدار عبداللطیف المیمانی سفیر عربستان سعودی در ایران حضور داشت. jy^ اخبار. | فهد بن عبدالعزیز آل سعود      | اکبر هاشمی رفسنجانی    | ۳۱ دسامبر ۱۹۹۸ |
| ۱۹۹۹            | ناصر بن احمد البیریک              | ناصر البریک سفیر عربستان در ایران | فهد بن عبدالعزیز آل سعود      | محمد خاتمی             | ۲۰۰۵           |
| ۲۰۰۲            | جمیل الجشی                        | در حالی که خاتمی در اواسط اردیبهشت در حال پایان یافتن سفر خود به پادشاهی بود، سعودی‌ها با انتصاب یک شیعه عضو شورای مشورتی جمیل الجیشی به عنوان سفیر در تهران، ژست دیگری به ایران دادند. تهران، خیابان پاسداران | فهد بن عبدالعزیز آل سعود      | محمد خاتمی             | ۲۰۰۴           |
| ۲۰۰۵            | مرشد البریک                       | اکبر هاشمی رفسنجانی رئیس مجمع تشخیص مصلحت نظام گفت: روابط ایران و عربستان برای حفظ امنیت در منطقه حساس خلیج فارس ضروری است. در دیدار با المرشد سفیر عربستان سعودی در تهران | فهد بن عبدالعزیز آل سعود      | محمود احمدی‌نژاد        |                |
| ۲۰۰۶            | اسامه احمد السنوسی                | [ ۱ ] | فهد بن عبدالعزیز آل سعود      | محمود احمدی‌نژاد        | ۲۰۰۹           |
| ۲۰۱۰            | محمد بن عباس الکیلبی              | محمد بن عباس الکلابی | عبدالله بن عبد العزیز آل سعود | محمود احمدی‌نژاد        | ۲۰۱۵           |
| ۲۰۱۴            | عبد الرحمن الشهری                 | عبدالرحمن بن غرمان شهری | عبدالله بن عبد العزیز آل سعود | حسن روحانی             |                |
| ۲ ژانویه ۲۰۱۵   |                                   | محمد بن عباس الکیلابی، سخنگوی حسین جابر انصاری، سخنگوی وزارت امور خارجه تهران گفت که سفیر جدید عربستان به زودی در پایتخت ایران آغاز به کار خواهد کرد. سفیر فعلی عربستان بیش از یک سال است که در تهران نبوده‌است. | سلمان بن عبدالعزیز آل سعود    | حسن روحانی             |                |
| ۲ ژانویه ۲۰۱۶   |                                   | حمله ۲۰۱۶ به نمایندگی‌های دیپلماتیک سعودی در ایران لحظاتی پس از اعدام نمر النمر، کاردار عربستان سعودی برای اعتراض به اعدام به وزارت امور خارجه ایران احضار شد. پس از این حمله، عادل الجبیر، وزیر امور خارجه عربستان سعودی اعلام کرد که روابط دیپلماتیک خود را با ایران قطع کرده و دیپلمات‌های این کشور را از تهران فرا می‌خواند و دیپلمات‌های ایرانی در ریاض را غیرارادی اعلام کرد و به آنها دستور داد ظرف ۴۸ ساعت پادشاهی را ترک کنند. یک روز بعد (در ۴ ژانویه)، عادل الجبیر، وزیر امور خارجه عربستان سعودی گفت که آنها به ترافیک هوایی و ارتباطات تجاری با ایران و همچنین قطع کلیه روابط تجاری با ایران پایان خواهند داد. علاوه بر این، دولت عربستان سعودی ممنوعیت سفر شهروندان خود را از سفر به ایران وضع کرده‌است. زائران ایرانی همچنان می‌توانند از مقدس‌ترین اماکن اسلام در مکه و مدینه دیدن کنند، چه برای حج سالانه و چه در زمان‌های دیگر سال در زیارت عمره. با این حال، روابط عربستان سعودی و ایران را می‌توان بلافاصله گام به گام بازسازی کرد، مگر اینکه دولت ایران «مانند یک کشور متمدن» عمل کند. | سلمان بن عبدالعزیز آل سعود    | حسن روحانی             | ۴ ژانویه ۲۰۱۶  |
| ۷ سپتامبر ۲۰۱۷  |                                   | ریاض و تهران برای بازرسی ساختمان‌های سفارت با یکدیگر تبادل دیپلماتیک کردند | سلمان بن عبدالعزیز آل سعود    | حسن روحانی             |                |
| ۱۴ فوریه ۲۰۱۸   | حسن ابراهیم حمد الزوید            | حسن ابراهیم حمد الزواید، وزیر امور خارجه عربستان سعودی، عادل الجبیر، روز یکشنبه در کنفرانسی مطبوعاتی با دیدیه بورکلتر، همتای سوئیسی خود در ریاض گفت که سوئیس برای بخش منافع عربستان در تهران اقدام خواهد کرد. | سلمان بن عبدالعزیز آل سعود    | حسن روحانی             |                |
| ۱۰ سپتامبر ۲۰۲۳ | عبدالله بن سعودالعنزی             | عبدالله بن سعود العنزی سفیر جدید عربستان سعودی در ایران، در بدو ورود به تهران برای آغاز ماموریتش گفت: دستورهای رهبری سعودی بر اهمیت تقویت روابط دو ‌کشور ایران و عربستان تاکید دارد. | سلمان بن عبدالعزیز آل سعود    | سید ابراهیم رئیسی      |                |